# 国野制
国野制亦称乡遂制，是指西周初期在为各诸侯国分封土地时，为区分统治階層与被统治階層而设立的制度。由于西周采用分封制，此项制度实际被运用在区分贵族与平民居住地上。而在春秋末期则逐渐被郡县制取代。

## 表述
- 国，亦称乡，一般是由周朝攻占各地时建立起来的军事据点或者是分封诸侯后所建立的政治中心组成。管理国中土地民众的被称为载师。
- 野，亦称遂，是指各诸侯国领地中“国”以外的地区。掌管邦之野的被称为遂人。

## 居住者
- 居住在国中的人被称为“国人”，在国中居住的为贵族和为贵族服务的手工业者，商人等。
- 居住在野的人被称为“野人”或“庶人”，在野中居住的多为被統治階層等从事农业生产的平民。

## 国与野的关系
由于国与野之间的关系是统治与被统治的关系，野依附于国。所以居住在两地的人民所享有的权利以及义务均有较大差别。
- 因为在国中居住的人为贵族以及商人，所以他们享有一定程度上的政治和经济权利。对于国内大事，以及政治斗争均享有话语权，并且其享有受教育的权利。但同时他们也肩负着保家卫国的责任，需要服兵役和缴纳稅赋。
- 而居住在野中的人多为农民以及被征服者，所以他们没有参政，參加軍隊及受教育等各项权利。而其主要的责任就是他们从国家获得土地进行耕种以向周王以及诸侯国提供劳动产品。

## 意义
国野制设立初期便是为了方便各诸侯国管理控制其国民。但由于贵族与农民均为世袭制，更讲究宗族血统，所以双方的流动性很低，并且独立发展。而居住于野中的人为被統治的平民以及其后代，其与居住在国中的统治階層权贵形成微妙的关系。于是国野制便成为了春秋时期阶级矛盾的具体体现。

## 消亡
周宣王即位后即宣布废止野人的公田耕作，转为让野人也能像国人一般收取田租。并且不再以宗族管理户籍，转而以国家统一统计人口，以此来计算租税。此两项变革使得国与野之间不再有清晰的划分，逐步消减了阶级之间权利的区别。